# Svart marlin
Svart marlin (Makaira indica) är en fiskart som först beskrevs av Georges Cuvier 1832.  Den ingår i släktet Makaira, och familjen Istiophoridae. IUCN kategoriserar arten globalt som otillräckligt studerad. Inga underarter finns listade. Den är ett ansett byte för sportfiskare i tropiska vatten.
Utbredningsområdet är i huvudsak indo-pacifiska vatten (Indiska oceanen och Stilla havet), med tropiska och subtropiska vatten. Emellanåt söker den sig till tempererade vatten. Enskilda individer kan flytta till Atlanten genom att passera Godahoppsudden, men att den skulle föröka sig i Atlanten är inte troligt. Fisken är av migrerande art.
Svart marlin är en av världens snabbaste fiskar, som kan nå hastigheter på upp till 129 km/tim (80 mph). Hastigheten har beräknats på hur snabbt fångade Svarta marlin har rullat ut fiskelinan.